# トム・ジョンソン (音響技術者)
トム・ジョンソン（Tom Johnson）は、アメリカ合衆国のレコーディング・エンジニアである。1983年以降、110作品以上にクレジットされている。アカデミー録音賞には7回ノミネートされ、2回受賞した。

## 受賞とノミネート
| 賞           | 年   | 部門   | 作品名                                          | 結果       |
| ------------ | ---- | ------ | ----------------------------------------------- | ---------- |
| アカデミー賞 | 1991 | 録音賞 | ターミネーター2                                 | 受賞       |
| アカデミー賞 | 1994 | 録音賞 | フォレスト・ガンプ/一期一会                     | ノミネート |
| アカデミー賞 | 1997 | 録音賞 | タイタニック                                    | 受賞       |
| アカデミー賞 | 1997 | 録音賞 | コンタクト                                      | ノミネート |
| アカデミー賞 | 1999 | 録音賞 | スター・ウォーズ エピソード1/ファントム・メナス | ノミネート |
| アカデミー賞 | 2000 | 録音賞 | キャスト・アウェイ                              | ノミネート |
| アカデミー賞 | 2004 | 録音賞 | ポーラー・エクスプレス                          | ノミネート |
| アカデミー賞 | 2011 | 録音賞 | 戦火の馬                                        | ノミネート |